# Калифорнија (Мисури)
Калифорнија (енгл. California) град је у америчкој савезној држави Мисури.

## Демографија
По попису из 2010. године број становника је 4.278, што је 273 (6,8%) становника више него 2000. године.
| Група             | 2000.         | 2010.         |
| Белци             | 3.611 (90,2%) | 3.710 (86,7%) |
| Афроамериканци    | 26 (0,6%)     | 33 (0,8%)     |
| Азијати           | 22 (0,5%)     | 22 (0,5%)     |
| Хиспаноамериканци | 303 (7,6%)    | 447 (10,4%)   |
| Укупно            | 4.005         | 4.278         |